# Ron Mael
Ronald David (Ron) Mael (Culver City, Californië, 12 augustus 1945) is een Amerikaans zanger en tekstdichter. 
Hij is de broer van Russell Mael en de keyboardspeler, componist en tekstschrijver van de popgroep Sparks. Ron is afgestudeerd als graficus en cineast en legt zich toe op het ontwerpen van reclamecampagnes. In 1968 stichtte hij met zijn broer in Los Angeles de groep "Halfnelson" die in 1971 omgedoopt wordt tot Sparks.
Rons podium-imago is opvallend. Hij kleedt zich uiterst conventioneel als een kantoormannetje, terwijl hij qua haardracht, ogen en "toothbrush moustache" zou kunnen doorgaan voor een reïncarnatie van Charlie Chaplin of Adolf Hitler. Daarbij gedraagt hij zich catatonisch. Het past in de act waarin Russell een hyperactief persoon moet uitbeelden, waaraan Ron zich ergert.
Tijdens latere optredens van de band wist Ron Mael ondanks zijn gevorderde leeftijd het publiek uitzinnig te maken met een buitenissige dansact op hun oudere hits als Beat The Clock en The Number One Song in Heaven, beiden singles uit 1979

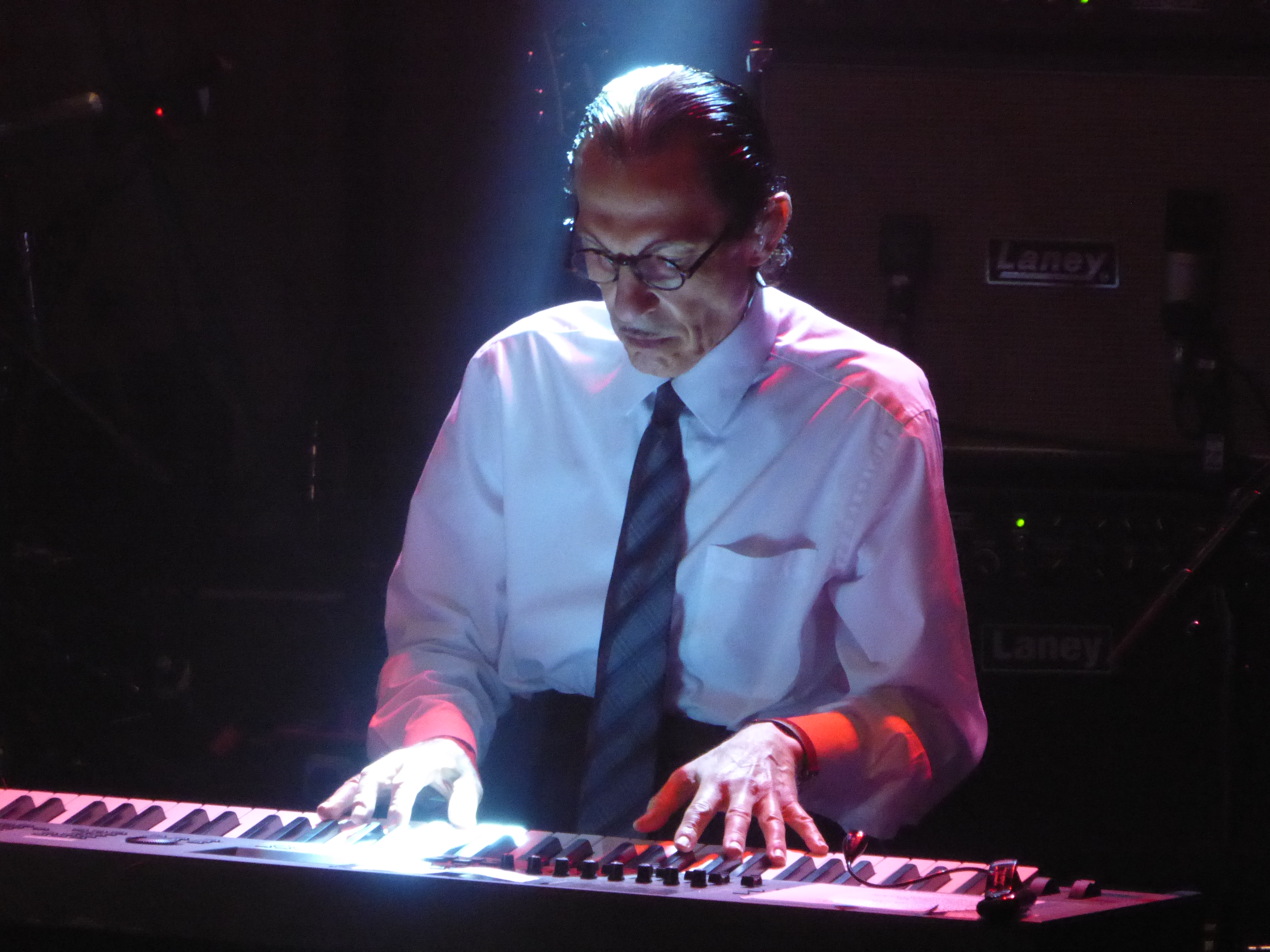
Ron Mael, Manchester 2015.